# Campu Giavesu
Campu Giavesu este o arie protejată (arie de protecție specială avifaunistică — SPA) din Italia întinsă pe o suprafață de 2.154 ha, integral pe uscat.

## Localizare
Centrul sitului Campu Giavesu este situat la coordonatele 40°27′29″N 8°45′47″E / 40.458°N 8.763°E.

## Înființare
Situl Campu Giavesu a fost declarat arie de protecție specială avifaunistică în decembrie 2017 pentru a proteja 36 de specii de animale.

## Biodiversitate
Situată în ecoregiunea mediteraneană, aria protejată conține 2 habitate naturale: Pseudostepă cu ierburi și specii anuale de Thero-Brachypodietea, Iazuri temporare mediteraneene.
La baza desemnării sitului se află mai multe specii protejate:
- păsări (33): Alectoris barbara, fâsă-de-câmp (Anthus campestris), egretă mare (Ardea alba), stârc roșu (Ardea purpurea), pasărea ogorului (Burhinus oedicnemus), ciocârlie-cu-degete-scurte (Calandrella brachydactyla), caprimulg (Caprimulgus europaeus), barză albă (Ciconia ciconia), erete de stuf (Circus aeruginosus), erete vânăt (Circus cyaneus), erete cenușiu (Circus pygargus), dumbrăveancă (Coracias garrulus), Falco naumanni, șoim călător (Falco peregrinus), cocor (Grus grus), stârc pitic (Ixobrychus minutus), sfrâncioc cu cap roșu (Lanius senator), ciocârlie de pădure (Lullula arborea), ciocârlie de bărăgan (Melanocorypha calandra), gaia neagră (Milvus migrans), gaia roșie (Milvus milvus), muscar sur (Muscicapa striata), pietrar sur (Oenanthe oenanthe), viespar (Pernis apivorus), silvie cu cap negru (Sylvia atricapilla), Sylvia conspicillata, silvie mediteraneană (Sylvia melanocephala), Sylvia sarda, silvie de tufiș (Sylvia undata), spârcaci (Tetrax tetrax), fluierar de mlaștină (Tringa glareola), mierlă (Turdus merula), sturz-cântător (Turdus philomelos)
- mamifere (3): Myotis punicus, liliacul mare cu potcoavă (Rhinolophus ferrumequinum), liliacul mic cu potcoavă (Rhinolophus hipposideros)

Pe lângă speciile protejate, pe teritoriul sitului au mai fost identificate 4 specii de reptile.